# Таймагамбетов, Жакен Кожахметович
Жакен Кожахметович Таймагамбетов (род. 14.12.1953) — казахстанский историк, археолог, учёный, педагог, доктор исторических наук, профессор, академик Национальной академии наук Республики Казахстан (2020), академик Национальной академии наук Республики Казахстан при Президенте РК (2024), академик НАН ВШ РК, академик АЕН РК, член-корреспондент Петровской академии науки и искусств РФ, Почетный доктор СО РАН (2024), общественный деятель, член Национального совета по науке и технологиям при Президенте Республики Казахстан (с 2021), Заслуженный деятель РК, , «Почетный работник образования РК», кавалер орденов Парасат (Казахстан, 2022), Восходящего солнца. Золотые лучи. (Япония, 2019), медали Абай (Казахстан, 2020) и др.

## Биография
Родился 14 декабря 1953 года в Карабалыкском (Комсомольском) районе Костанайской области. В 1970 году окончил Смирновскую среднюю школу.
В 1979 году окончил Казахский государственный университет (ныне КазНУ), а в 1983 году — аспирантуру Института истории, филологии и философии Сибирского отделения Академии наук СССР (Новосибирск). Защитил в 1993 году докторскую диссертацию по теме «Палеолит Казахстана (основные проблемы)».
1979—1991 — Лаборант, младший, старший научный сотрудник, зав. центром каменного века Института истории, археологии и этнологии им. Ч. Ч. Валиханова АН КазССР
1991—1999 — зам. директора по науке Института археологии им. А. Х. Маргулана НАН РК
1999 — профессор исторического факультета КазНУ им. Аль-Фараби
2002—2014 — декан факультета истории, археологии и этнологии КазНУ им. Аль-Фараби
2014—2018 — зам. директора по научной работе, с 2018 года главный научный сотрудник Национального музея РК, профессор кафедры «Археология и этнология» Евразийский национальный университет,

## Научная деятельность
Участник многочисленных зарубежных конференций по линии ЮНЕСКО во Франции, США, Испании, Южной Корее, Израиле, России, а также в Бельгии, Германии, Пакистане, Египет, Японии, КНР, САР Гонконг, Англии, Швеции и странах СНГ.
Под его руководством защищены 5 доктор PhD, 9 кандидатов наук, десятки магистров по истории, археологии.

### Научные труды
Автор более 560 научных работ изданных на 12 языках мира, в том числе 54 монографий:
- Каменная индустрия Мугоджар и Северного Приаралья в эпоху голоцена (мезолит-неолит-энеолит). Астана, 2024. — 154с. (в соавт.: с Искаковым Г. Т.)
- Archeology of Kazakhstan. Nur-Sultan 2021. — 622p. (Baypakov K.M.)
- Independent Administrative Institution National Institute for Cultural Heritage Nara National Research Institute for Cultural Properties, ─Nara, 2019─124p. на япон.яз. (Authors : Morimoto S., Kato S., Kunitake S., Shiba K., Kato H., Petrin V.T., Artyuhova O.A., Mamirov T.B.)
- Палеолитическая стоянка им. Ч. Валиханова. — Алматы 1990. — 190 с.
- Словарь терминов. — Алматы 2016. — 495 с. (в соавт. с Мартынюк О. И., Мынбай Д. К.)
- Искусство палеолита Евразии. — Алматы 2016. — 231 с. (в соавт. с Сойкиной Н. Ю.)
- Палеолит Арало-Каспийского региона. — Алматы, 2012. — 253 с. (в соавт. с Мамировым Т. Б.)
- Археологические комплексы пещеры Караунгур. — Туркестан: Мирас, 1998 г. − 186 с. — (в соавт.: с Т.И. Нохриной).
- Раннепалеолитические микроиндустриальные комплексы в травертинах Южного Казахстана. — Новосибирск: ИАЭ СО РАН, 2000. — 300 с. — (На рус., англ., фр., турец.,казах. языках). — В соавт.: с А. П. Деревянко, В. Т. Петриным,З. К. Исабековым, А. Г. Рыбалко,М.Отт.
- Ашельские комплексы Мугоджарских гор (Северо-Западная Азия). — Новосибирск: ИАЭ СО РАН, 2001. − 136 с. — В соавт.: с А. П. Деревянко,В. Т. Петриным, С. А. Гладышевым,А. Н. Зениным.
- Комплексы палеолитической стоянки Шульбинка из Верхнего Прииртышья (на рус., каз., франц.,яз.). — Алматы КазНУ им. аль-Фараби, 2000. — 165 с. — В соавт.: с В. Т. Петриным.
- Палеолитические комплексы Семизбугу, пункт 4 (Северное Прибалхашье). — Новосибирск: ИАЭ СО РАН, 2001. — 118с. — В соавт.: с О. А. Артюховой, А. П. Деревянко, В. Т. Петриным. и др.

## Награды и звания
1. Доктор исторических наук РФ (1993)
2. Доктор исторических наук РК (1995)
3. Профессор (1996)
4. Академик академии естественных наук РК (2003)
5. Член-корреспондент Петровской академии науки и искусств РФ (2004)
6. Академик Национальной академии наук Высшей школы РК (2006)
7. Член-корреспондент НАН РК (2013)
8. Академик Национальной академии наук РК (2020г)
9. Почетный доктор Института археологии и этнографии СО РАН (2023)
10. Почетный доктор Сибирского отделения РАН (2024)
11. Академик Национальной академии наук при Президенте РК (2024)
12. Лауреат «премии им. Ч. Ч. Валиханова» МОН РК (2001)
13. Золотая медаль «11 лет Независимости Туркменистана» (2002)
14. «Почетный работник образования РК» (2007)
15. Лауреат серебряной медали им. А. Байтурсынова «Лучший автор» (2008)
16. Медаль РНПЦ «Дарын» МОН РК (2009)
17. Лучший преподаватель КазНУ им.аль-Фараби (2009)
18. «Лучший преподаватель вуза Республики Казахстан» (2010)
19. медаль «100 лет Д. А. Кунаеву» (2012)
20. Заслуженный деятель РК (2013)
21. Памятная медаль в честь 550-летия Казахского ханства (2015)
22. Медаль «20 лет Конституции Республики Казахстан» (2015)
23. Медаль им. М. К. Козыбаева (2016)
24. Медаль «25 лет Независимости Республики Казахстан» (2016)
25. медаль «Еңбек ардагері» (2017)
26. медаль «20 лет Астане» (2018)
27. медаль «Сарсен Аманжолов» (2018)
28. медаль «Лучший краевед» (2018)
29. Орден «Восходящее солнце. Золотые лучи» от имени Императора Японии (2019)
30. медаль «Абай-175 лет» (2020)
31. Почетный гражданин РК (2021)
32. Почетный знак «Комсомольская слава Казахстана» (2021)
33. Орден РК «Парасат» (2022)
34. Почетный гражданин Карабалыкского района (2023)
35. медаль «Мәдениет саласының үздігі» (2023)
36. медаль «Культегин» (2023)
37. серебряная медаль «аль-Фараби» (2023)
38. медаль «30 лет МКТУ» (2023)
39. медаль РНПЦ «25 лет Дарын» (2023)
40. медаль «Қазқайтажаңарту 50 жыл» (2023)
41. нагрудный знак «Благодарность Президента Республики Казахстан» (2024)
42. Государственный стипендиат Министерства образования РК за выдающийся вклад в развитие науки и техники (1997-1999гг; 2006-2008г)
43. Более 100 грамот, дипломов и благодарностей от различных ведомств РК, ближнего и дальнего зарубежья.